# هولباک
هالبِک (به دانمارکی: Holbæk) یک شهر در دانمارک است که در Holbæk Municipality واقع شده‌است. هالبک ۱۳٫۸ کیلومتر مربع مساحت و ۲۸٬۸۳۳ نفر جمعیت دارد و ۱۱ متر بالاتر از سطح دریا واقع شده‌است.

## خواهرخوانده
شهرهای تسله، بخش ترلبوری، تریسیل و بوتفگراد خواهرخوانده‌های هالبک هستند.